# Cantonul Le Massegros
Cantonul Le Massegros este un canton din arondismentul Florac, departamentul Lozère, regiunea Languedoc-Roussillon, Franța.

## Comune
- Le Massegros (reședință)
- Le Recoux
- Saint-Georges-de-Lévéjac
- Saint-Rome-de-Dolan
- Les Vignes